# Daniel Sorensen
Pour les articles homonymes, voir Sorensen.
(en) Statistiques sur pro-football-reference
Daniel Sorensen, né le 5 mars 1990 à Riverside (Californie), est un joueur américain de football américain évoluant depuis la saison 2022 au poste de safety pour les Saints de La Nouvelle-Orléans dans la National Football League (NFL). 
Au niveau universitaire, il a joué pour les Cougars de BYU (2008, 2011-2013) avant de se présenter à la draft 2014 de la NFL sans y avoir été choisi par une franchise. Il est néanmoins engagé par les Chiefs de Kansas City avant le début de la saison 2014.
Il y reste jusqu'au terme de la saison 2021 et passe chez les Saints en 2022.
Avec les Chiefs, il remporte le Super Bowl LVI au terme de la saison 2019.